# 小船狸藻
小船狸藻（學名：Utricularia naviculata）为狸藻屬一年生极小型水生食虫植物。其种加词“naviculata”来源于拉丁文“navicula”，意为“小船”，指其的船型花冠下唇。小船狸藻具有相对较大的苞片及具捕虫囊的独特叶片。小船狸藻为南美洲的特有种，存在于委内瑞拉的原生地及巴西。其生长于低海拔地区的潜水中。委内瑞拉种群的花期为8月，巴西种群为5月。1967年，彼得·泰勒正式描述了小船狸藻。

## 外部連結
- 食虫植物照片搜寻引擎中小船狸藻的照片 （页面存档备份，存于）

 维基共享资源上的相關多媒體資源：小船狸藻
 維基物種上的相關：小船狸藻